# Lew (Piaseczno)

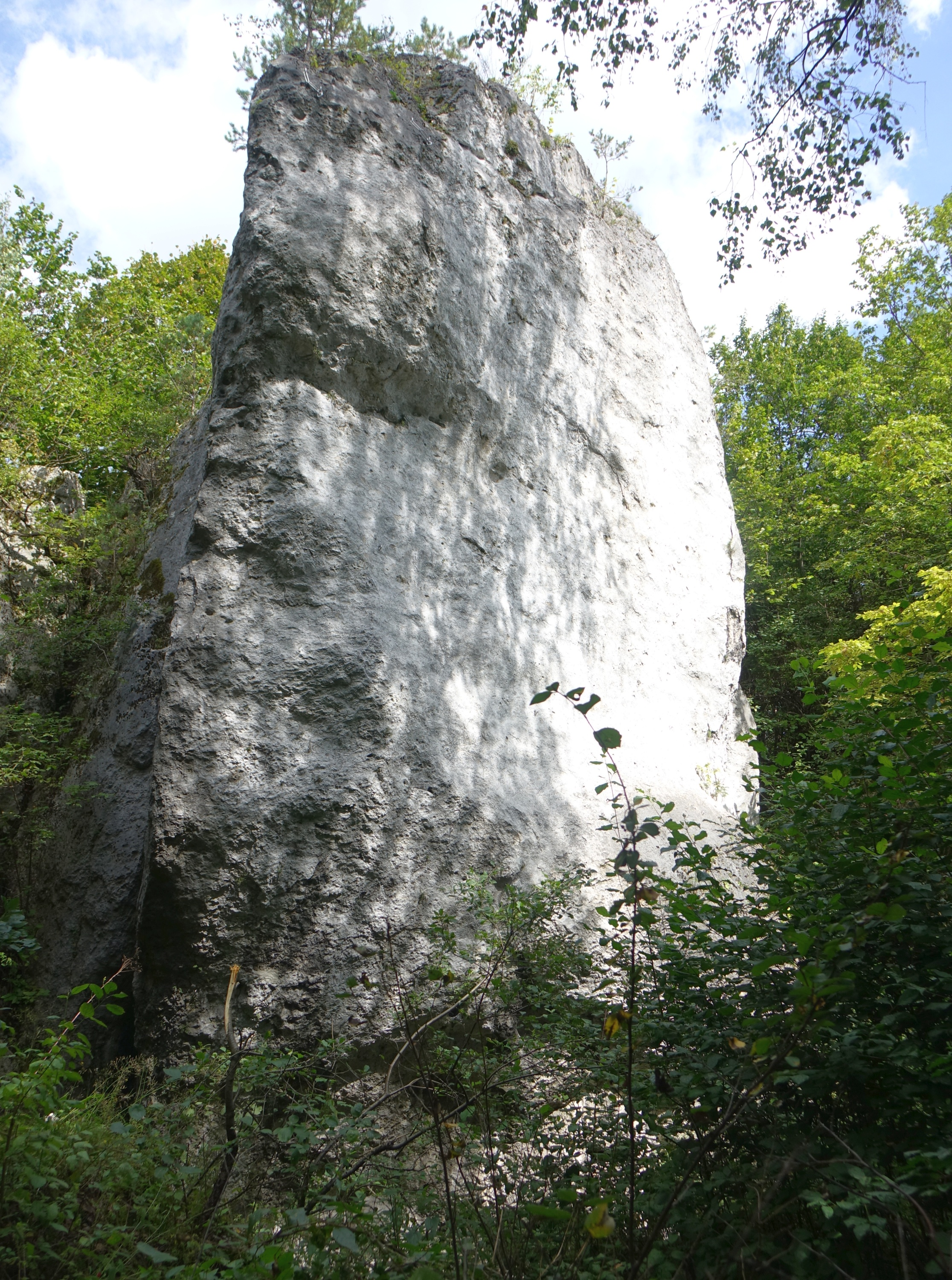

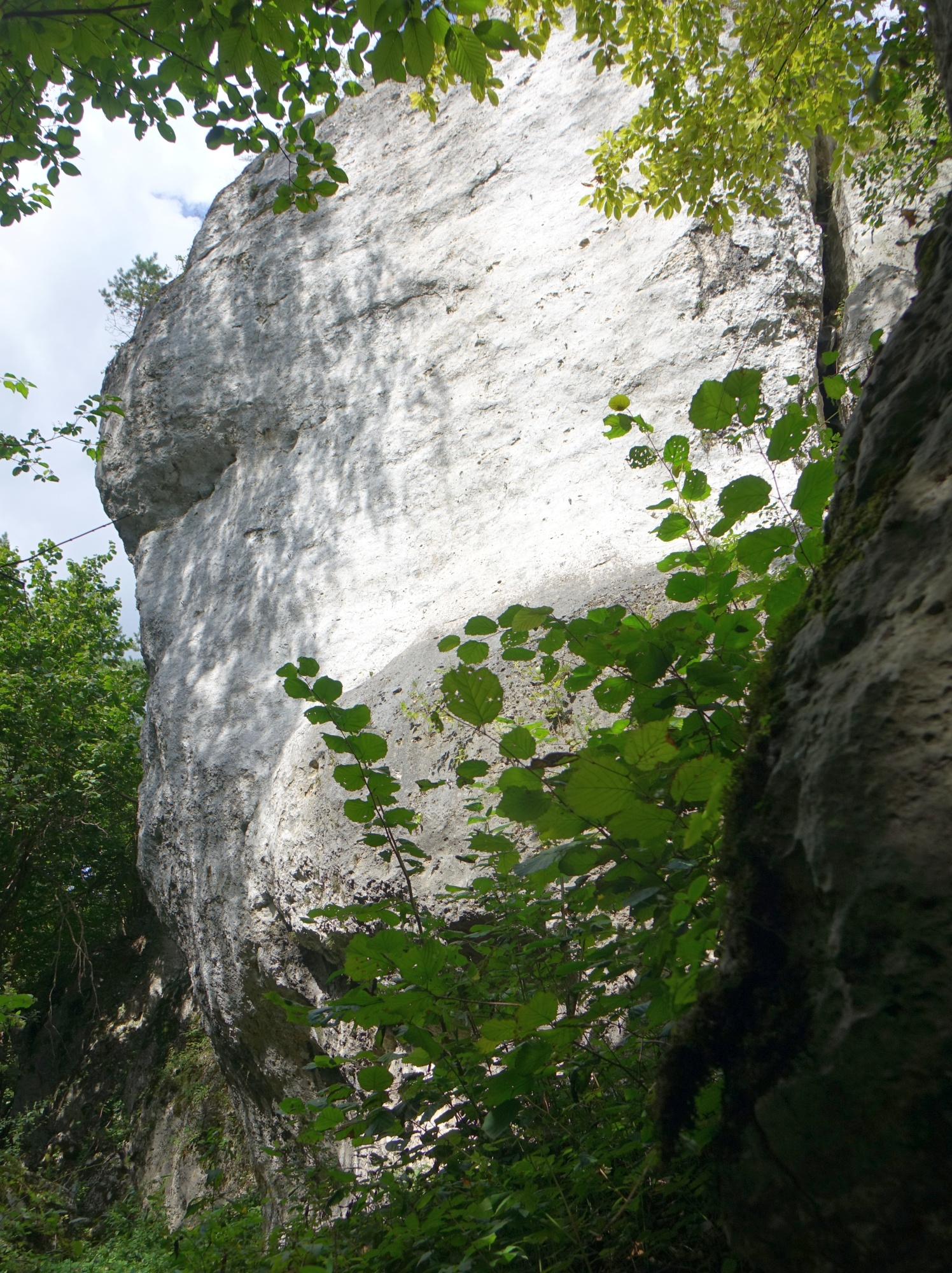

Lew – skała znajdujące się w lesie we wsi Piaseczno, w województwie śląskim, w powiecie zawierciańskim, w gminie Kroczyce. Jest to największa ze skał, które na mapie Geoportalu opisane są jako Skały Piekielne. Pod względem geograficznym jest to obszar Wyżyny Częstochowskiej.
Do skały Lew najłatwiej dojść od skały Cydzownik idąc wzdłuż granicy lasu na zachód aż do rowu przeciwczołgowego (ok. 700 m), następnie wzdłuż rowu przeciwczołgowego na północ. Lew znajduje się w zaroślach bezpośrednio przy rowie i nie prowadzi do niego żadna ścieżka. Zbudowana z wapienia skała ma wysokość 14 m i uprawiana jest na niej wspinaczka skalna.

## Drogi wspinaczkowe
Lew ma ściany połogie, pionowe lub przewieszone z filarem. Ściany wspinaczkowe o wystawie południowej i południowo-zachodniej. Jest na nich 8 dróg wspinaczkowych o trudności od IV do VI.6 w skali polskiej i jeden projekt. Na kilku drogach zamontowano ringi (r), spity (s) i ringi zjazdowe (rz), na pozostałych wspinaczka tradycyjna. Skała ma niewielką popularność. W sierpniu 2022 r. roślinność wokół niej była dziewicza, bez śladów zdeptania.
Lew I
1. Safari; 5r + rz, VI.3/3+, 12 m
2. Daleko od szosy; 5r, VI.2+, 12 m
3. Projekt; 5r, 12 m
4. Salon niezależnych; 5r + rz, VI.6, 12 m
5. Bielszy odcień bluesa; 4r + 1s, VI.4+/5, 12 m
6. Lwia rysa; V, 10 m

Lew II
1. Lwia ścianka; IV, 8 m
2. Lewa lwia rysa; IV, 9 m
3. Prawa lwia rysa; V, 10 m[2].